# Salinas de Jaca
Salinas de Jaca (en aragonés Salinas de Chaca) es una localidad de la comarca de la Hoya de Huesca que pertenece al municipio de Las Peñas de Riglos en la provincia de Huesca, Aragón. Situada junto a la carretera A-132, a orillas del río Asabón, es un asentamiento de reciente construcción después de abandonar el viejo pueblo de Salinas, o Salinas Viejo, a mediados del siglo XX. Su distancia a Huesca es de 43 km

## Geografía humana

### Demografía
| Gráfica de evolución demográfica de Salinas de Jaca entre 1842 y 1960 |
| |
| Población de derecho según los censos de población del INE Población de hecho según los censos de población del INEEntre el censo de 1970 y el anterior, este municipio desaparece porque se agrupa en el municipio 22173 (Las Peñas de Riglos) |

### Localidad
Datos demográficos de la localidad de Salinas de Jaca desde 1900:
| 224                   | 213 | 199 | 202 | 116 | 124 | 133 | 66 | 55 | 35 | 25 | 26 | 23 | 21 |
| (Fuente: IAEST e INE) |     |     |     |     |     |     |    |    |    |    |    |    |    |

- Representada la población tanto de Salinas Viejo como de Salinas Nuevo, sin diferenciar.
- Datos referidos a la población de derecho.

### Antiguo municipio
Datos demográficos del municipio de Salinas de Jaca desde 1842:
| 148           | 383 | 394 | 412 | 383 | 422 | 419 | 448 | 448 | 400 | 346 | 273 | 249 | -- |
| (Fuente: INE) |     |     |     |     |     |     |     |     |     |     |     |     |    |

- Representada la población tanto de Salinas Viejo como de Salinas Nuevo, sin diferenciar.
- Entre el censo de 1970 y el anterior, desaparece el municipio de Salinas de Jaca, y se agrupa en el municipio de Las Peñas de Riglos.
- Datos referidos a la población de derecho, excepto en los censos de 1857 y 1860 que se refieren a la población de hecho.

## Historia
- En marzo de 1182 Estefanía, abadesa de Santa Cruz de la Serós, dio a Castán y su mujer Sancha la parte que tenían en la "villa que se llama Salinas", a cambio de un censo anual (UBIETO ARTETA, Cartulario de Santa Cruz de la Serós, nº. 42, p. 70-71)
- El 1 de junio de 1276 el infante Pedro (futuro Pedro III) dio Salinas a Rodrigo Jiménez de Luna (SINUÉS, nº. 375)
- El 29 de enero de 1294 Rodrigo Jiménez de Luna dio Salinas a Jaime II de Aragón (SINUÉS, nº. 378 a 381)
- El 5 de noviembre de 1301 el rey Jaime II de Aragón dio Salinas al Monasterio de San Juan de la Peña (SINUÉS, nº. 864)
- El 3 de julio de 1428 el rey Alfonso V de Aragón dio Salinas al Monasterio de San Juan de la Peña (SINUÉS, nº. 1686)
- Entre 1960 y 1970 se unió con Ena, Riglos y Triste para formar el nuevo municipio de Las Peñas de Riglos.

## Tradiciones
- Hoguera de San Sebastián, el 20 de enero, en la plaza del pueblo.

## Monumentos
- Parroquia dedicada a Santa María Magdalena.[7]

## Para ver
- El antiguo asentamiento de Salinas, o Salinas Viejo, a 915 m s. n. m., con su iglesia gótica.

## Personajes célebres
- Miguel Martínez Lafuente – Teólogo y misionero, que vistió el hábito de la Orden de Agustinos Recoletos a fines del siglo XVIII. En religión adoptó el nombre de Fray Miguel de Jesús, siendo destinado a las misiones de Filipinas. Su gran espíritu evangelizador y elevada formación intelectual le hicieron merecer el nombramiento de Provincial de las Filipinas en 1828.